# یواس‌اس اسکات (دی‌دی‌جی-۹۹۵)
یواس‌اس اسکات (دی‌دی‌جی-۹۹۵) (به انگلیسی: USS Scott (DDG-995)) یک کشتی بود که طول آن ۱۷۱٫۶ متر (۵۶۳ فوت) بود. این کشتی در سال ۱۹۸۰ ساخته شد.